# Idrocarburi policiclici aromatici

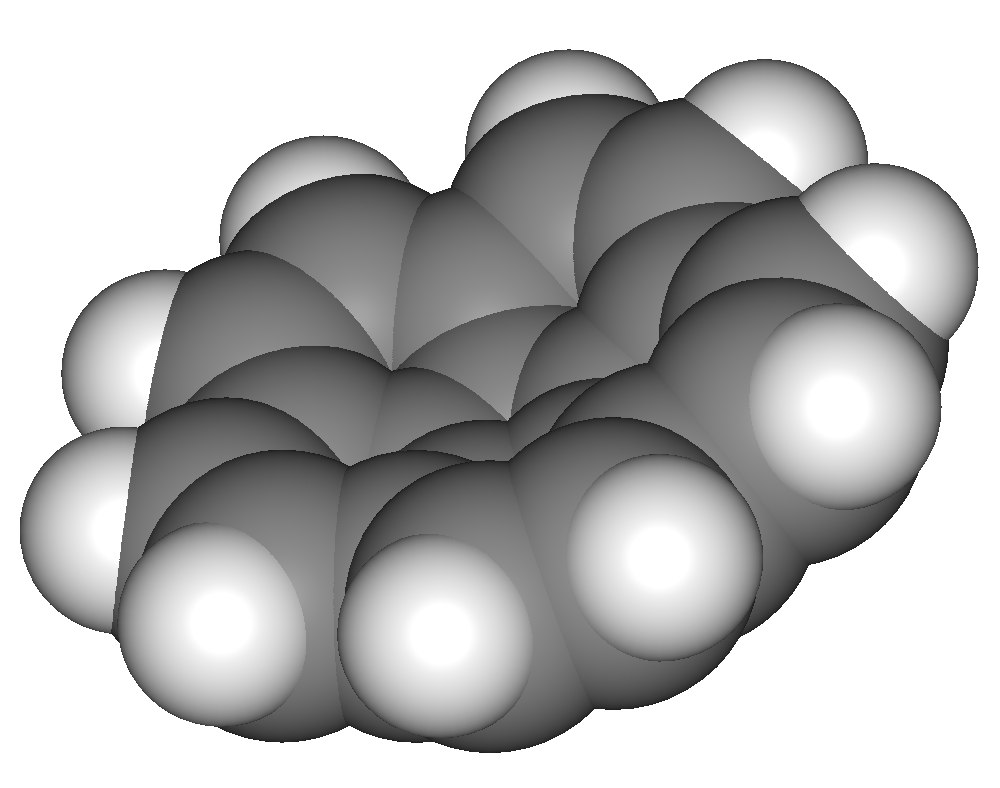
Struttura tridimensionale (modello space-filling) del corannulene, IPA strutturalmente formato dalla condensazione di 5 anelli benzenici e un anello centrale di ciclopentano.

Gli idrocarburi policiclici aromatici, noti anche con l'acronimo IPA (o PAH, dall'inglese, polycyclic aromatic hydrocarbons), sono una classe di idrocarburi costituiti da più anelli aromatici, quali quello del benzene, fusi fra loro in un'unica struttura molecolare, generalmente planare; in quanto idrocarburi non contengono eteroatomi nel ciclo o nei sostituenti.
Alcuni considerano il naftalene (idrocarburo aromatico biciclico) il più semplice esempio di IPA, mentre altri fanno iniziare la classe dagli idrocarburi aromatici triciclici, cioè antracene e fenantrene.

## Presenza e diffusione
Gli idrocarburi policiclici aromatici si ritrovano in natura nel carbon fossile e nel petrolio greggio, in particolare in quelle qualità ricche in aromatici, dalle quali si possono essere estratti.
Sono potenti inquinanti atmosferici e la loro formazione per cause antropiche avviene nel corso di combustioni incomplete di combustibili fossili, legname, grassi, fogliame, incenso e composti organici in generale, quali quelli provenienti dai rifiuti urbani, ritrovandosi quindi nei loro fumi, da quelli da biomasse al fumo di tabacco, ritrovandosi anche nei cibi cotti, particolarmente nei processi di carbonizzazione ad alta temperatura, come le cotture alla griglia delle carni o nel pesce affumicato.
Sono inquinanti che generano allerta perché alcuni di essi sono stati identificati come cancerogeni, mutageni e teratogeni. Gli IPA ad alto peso molecolare, come il benzo[e]pirene e il benzo[a]pirene, sono presenti in elevate quantità in catrami, bitumi, peci e carboni, nonché nei prodotti correlati come gli asfalti. Inoltre possono derivare da nerofumo e fuliggine di legna o comunque si ricollegano a fonti pirogeniche. Gli IPA leggeri come naftalene e fluorene sono inquinanti ubiquitari che, per la loro relativamente maggiore solubilità in acqua, possono giungere ad inquinare le falde sotterranee.
Alcuni idrocarburi policiclici aromatici sono stati trovati nel mezzo interstellare, in comete e in meteoriti e sono tra le molecole ipoteticamente candidate a fungere da stampo base per la catalisi di reazioni coinvolte nella formazione delle prime forme di vita.

## Struttura
Le molecole degli IPA sono generalmente planari a meno di impedimenti sterici, conformemente al fatto che il loro scheletro carbonioso è costituito da atomi di carbonio generalmente ibridati sp2, legati tra loro in anelli condensati, che hanno in comune almeno due atomi di carbonio adiacenti; in tali casi ciascun atomo di carbonio contribuisce con un elettrone in un orbitale pz a formare gli orbitali molecolari di tipo π che derivano dalle combinazioni di tali singoli orbitali p.
Un idrocarburo policiclico aromatico contiene per lo più anelli esaatomici, come quelli benzenici, ma può contenerne alcuni di taglia varia, compreso qualcuno che di per sé non sarebbe aromatico, come nel fenalene e, in qualche caso, anche un anello che da solo sarebbe antiaromatico, come accade nel bifenilene (1 anello a 4 termini ciclobutadienico). Quelli che hanno solo anelli benzenici sono detti idrocarburi benzenoidi e appartengono alla più ampia classe degli idrocarburi alternanti.
Tra gli IPA benzenoidi c'è anche la classe degli eliceni ([n]-eliceni), che contengono n anelli benzenici condensati angolarmente in orto a dare una conformazione ad elica della molecola e sono pertanto molecole intrinsecamente chirali, seppur prive di centri chirali.

### Aromaticità
Agli idrocarburi policiclici aromatici appartengono solo idrocarburi policiclici per i quali l'aromaticità complessiva è accertata; tuttavia, può accadere che in alcuni casi uno degli anelli contenga un carbonio saturo, ibridato quindi sp3 che, in quanto tale, interrompe la coniugazione nell'anello stesso, ma questo non impedisce che gli altri anelli siano aromatici; esempi sono il fenalene e il fluorene. Nella pratica, questi sono accomunati agli IPA.
In qualche altro caso, uno degli anelli può anche essere antiaromatico, come accade nel bifenilene, vide infra): se tuttavia l'idrocarburo mostra, come in questo caso, nel suo complesso caratteristiche di aromaticità non ambigua, anche idrocarburi come questi sono compresi negli IPA.

#### Serie 4n+2
In molti casi, negli orbitali π che formano il sistema aromatico della molecola è presente un numero di elettroni pari a uno della serie 4n+2 (n = 0,1,2,...), in accordo alla regola di Hückel. Esempi della serie 4n+2 sono il naftalene e l'acenaftene (n = 2), l'antracene e il fenantrene (n = 3), il naftacene, il benzoantracene, il crisene e il trifenilene (n = 4), il pentacene e il benzoperilene (n = 5).

#### Serie 4n
In alcuni casi, tuttavia, tale numero appartiene invece alla serie 4n, ma l'idrocarburo mostra comunque aromaticità nel suo complesso; questo è dovuto al fatto che la regola di Hückel vale strettamente solo per composti monociclici. Esempi della serie 4n sono il bifenilene, il fluorene, l'acenaftilene e il fenalene (n = 3), il fluorantene e il pirene (n = 4), il benzopirene, il perilene e il corannulene (n = 5), il coronene (n = 6).

## Elenco di idrocarburi policiclici aromatici

Naftalene
Bifenilene
Fluorene
Acenaftene
Acenaftilene
Antracene
Fenantrene
Fenalene
Fluorantene
Naftacene
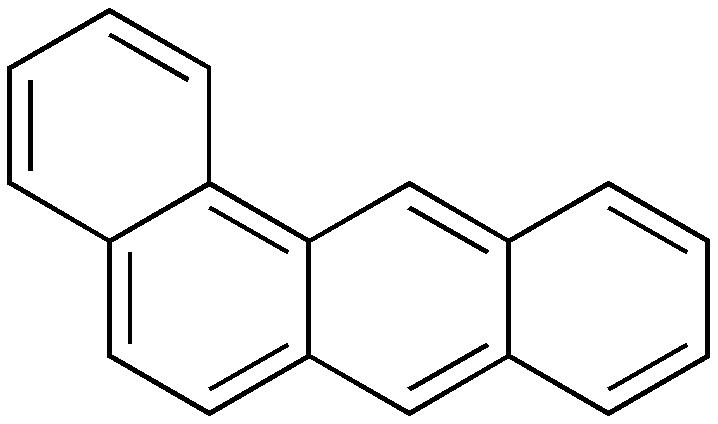
Benzoantracene
Crisene
Trifenilene
Pirene
Pentacene
Benzopirene
Perilene
Corannulene
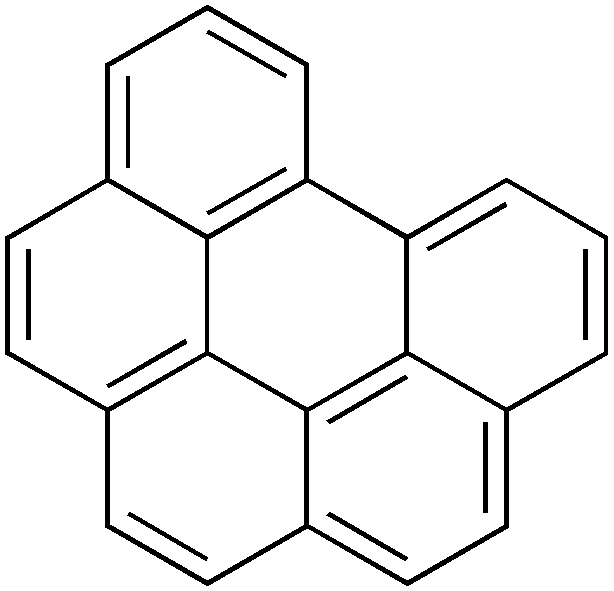
Benzoperilene
Coronene

## Proprietà chimico-fisiche e comportamento ambientale
In condizioni normali gli IPA si presentano tutti allo stato solido. La tensione di vapore di tali composti è generalmente bassa, e decresce all'aumentare del numero di anelli contenuti. I composti di massa molecolare molecolare minore generalmente sublimano a temperatura ambiente, fenomeno particolarmente rilevante nei naftaleni.
Gli IPA sono o relativamente poco solubili o del tutto insolubili in acqua; la solubilità generalmente diminuisce all'aumentare del numero di atomi di carbonio. Sono fortemente lipofili e questa loro caratteristica ne influenza decisamente il bioaccumulo. La struttura molecolare ne determina la stabilità in atmosfera, che è fortemente correlata all'irraggiamento solare ultravioletto.  I composti più grandi, meno solubili in acqua e meno volatili, a causa di queste proprietà si trovano principalmente nel suolo, nei sedimenti oleosi, in acqua o in aria; purtuttavia sono anche una componente preoccupante del particolato atmosferico, adesi superficialmente alle particelle sospese nell'aria.

## Aspetti relativi alla salute
Gli IPA hanno noti effetti negativi sull'ambiente, sulla salute umana ed animale, come tossicità evidente per alcuni organismi acquatici ed uccelli, alta tossicità cronica per la vita acquatica, contaminazione dei raccolti agricoli. Tra gli IPA comunemente presenti nelle matrici ambientali, vi sono il benzo[a]antracene, il dibenzo[ah]antracene, il benzo[b]fluorantene, il benzo[a]pirene, l'indeno(1,2,3-c,d)pirene e il benzo[ghi]perilene.
Anche se esistono più di cento diversi IPA, quelli più imputati nel causare dei danni per la salute umana o animale sono: il fluorene, l'acenaftene, l'acenaftilene, l'antracene, il benzo[a]antracene, il dibenzo[ah]antracene, il fenantrene, il fenalene, il fluorantene, il benzo[b]fluorantene, il crisene, il pirene, il benzo[a]pirene, l'indeno(1,2,3-c,d)pirene, il perilene e il benzo[ghi]perilene.
Diversi IPA sono stati classificati dalla IARC (1987) come "probabili" o "possibili cancerogeni per l'uomo", mentre il benzo[a]pirene è stato recentemente (2008) riclassificato nel gruppo 1 come "cancerogeno per l'uomo". Tra i cancerogeni certi per l'uomo, oltre ad esso, sono evidenti agenti ad alto contenuto di IPA come il fumo di tabacco, i processi per la gasificazione dei carboni, la produzione di coke e la distillazione dei catrami minerali.
Pur essendo lo studio di queste miscele particolarmente complesso, è stato comunque dimostrato che l'esposizione alle miscele IPA comporta, per fenomeni di azione sinergica, un aumento dell'insorgenza del cancro, soprattutto in presenza di benzo[a]pirene, composto presente in miscela con altri anche nel fumo di sigaretta.
L'attività cancerogena è dovuta ai prodotti del metabolismo di queste sostanze, quindi sono sostanze pre-mutagene. Difatti, in seguito alla loro ossidazione nel fegato, uno dei doppi legami diviene un gruppo epossidico.

## Analisi chimica
Gli IPA hanno spettri di assorbimento UV caratteristici. Le bande di assorbimento, molteplici e uniche per ogni struttura ad anello, permettono l'identificazione dei singoli isomeri in una miscela. La maggior parte degli IPA sono anche fluorescenti, emettendo lunghezze d'onda caratteristiche quando eccitati da radiazioni.
L'analisi chimica di miscele complesse di IPA può convenientemente essere effettuata tramite HPLC, utilizzando un rivelatore di tipo fluorimetrico o di tipo UV a 254 nm.
Altra tecnica analitica molto usata è la gascromatografia, usando come rivelatore un FID, efficiente ed a basso costo (gli IPA sono idrocarburi e quindi combustibili), oppure la gascromatografia combinata con la spettrometria di massa (gas-massa).